# Matelea oblongata
Matelea oblongata là một loài thực vật có hoa trong họ La bố ma. Loài này được (Griseb.) Woodson mô tả khoa học đầu tiên năm 1941.